# Domanowice
Domanowice – wieś w Polsce położona w województwie dolnośląskim, w powiecie trzebnickim, w gminie Trzebnica.

## Podział administracyjny
W latach 1954–1959 wieś należała i była siedzibą władz gromady Domanowice, po jej zniesieniu w gromadzie Ujeździec Wielki. W latach 1975–1998 miejscowość administracyjnie należała do województwa wrocławskiego.